# 柯蓝
柯蓝（1972年7月25日—），原名鍾好好，湖南省岳阳市平江县人，中国大陆女性节目主持人、演员、模特兒，是中华人民共和国开国上将钟期光的孙女。
1994年加入卫视音乐台，成为第一代亚洲VJ。1996年加入凤凰卫视中文台，成为著名節目《音乐无限》的主持人。。2022年3月，因反对俄罗斯入侵乌克兰 ，个人微博被禁言。

## 电视作品
- 2000年
  - 《我们俩的婚姻》
  - 《靠近你温暖我/靠近你，温暖我》
  - 《俏女冲冲冲》
  - 《一家之主》
- 2005年
  - 《午夜阳光》[5]
- 2006年
  - 《戈壁母亲》饰 孟苇婷[6][7]
- 2008年
  - 《人间正道是沧桑》饰 瞿霞[8]
- 2009年
  - 《国歌》饰 演安娥
  - 《半路兄弟》
  - 《手机》[9]
  - 《我的非常闺蜜》
- 2010年
  - 《圣天门口》
- 2012年
  - 《楚汉爭雄》
  - 《我的非常闺密》
  - 《阿丕书记》[10]
- 2014年
  - 《大陆小岛》
  - 《虎口拔牙》
- 2016年
  - 《决胜》饰 向海音
  - 《金水桥边》饰 趙春花
  - 《幸福的季节》饰 朱香香
  - 《我们光荣的日子》饰 明爱芬
- 2017年
  - 《人民的名义》饰 陆亦可[11][12]
  - 《继承人》 (客串)
  - 《外科风云》飾 鄭燕華
  - 《急诊科医生》饰 梅律师
  - 《猎场》饰 葵黄
- 2018年
  - 《远方的家》饰 花文娟(客串)
- 2019年
  - 《神探柯晨》饰 李曼丽[13]
  - 《澳门人家》飾 韩雅琪
  - 《热爱》飾 常有丽
- 2020年
  - 《二十不惑》飾 魏云婕(客串)
- 2021年
  - 《刑警之海外行动》饰 伍盛楠
  - 《功勋》饰 華靜
- 2022年
  - 《我们这十年》
  - 《大博弈》飾 秦心亭
  - 《风吹半夏》飾 高躍進
- 2023年
  - 《好事成双》饰 薇姐
  - 《小满生活》饰 吕静
- 待播
  - 《别了，拉斯维加斯》
  - 《秋官课院之狄仁杰浮世传奇》飾 武则天
  - 《你永远在我身边》
  - 《中国天眼》
  - 《太阳出来了》
  - 《夜色正浓》
  - 《待我醒来时》饰 范淑华
  - 《大生意人》饰 晋大奶奶
  - 《好好的时代》饰 曲柏珍
  - 《表妹万福》

## 电影作品
- 2000年
  - 《相约2000年》
  - 《开往春天的地铁》合作演员：耿乐、徐静蕾
  - 《惊情神农架》[14]
- 2003年
  - 《西贡姿色》
- 2006年
  - 《如果没有爱》
- 2012年
  - 《一九四二》[15]
- 2015年
  - 《戀愛中的城市》
- 2022年
  - 《遇見你》
- 2024年
  - 《猎心之迷毒之罪》(網絡电影)

## 音樂錄影帶作品
- 1993年
  - 《寧願我傷心》-(劉德華)
- 1992年
  - 《獨自去偷歡》-(劉德華)
- 1991年
  - 《皇后大道東》-(羅大佑)

## 主持栏目
- 《音乐无限》
- 《音乐天使》
- 《劲爆点》
- 《拉风工场》
- 《照后镜》
- 《互动堂》
- 《相聚凤凰台》
- 《港台娱乐风》
- 《锵锵三人行——明星三人行》
- 《爱的证明》
- 《同一首歌》《CCTV电视剧群英汇》
- 《相约花戏楼》
- 《智赢天下》
- 旅游卫视《第一时尚》《BAZAAR绝对时尚》《BAZAAR必须时尚》
- 湖南卫视 青海卫视《天下女人》
- 纪录片《她们从云岭走来》（《我的母亲：三个新四军女兵的故事》）

## 獎項
- 2006 绿色中国年度人物奖
- 2010 华鼎奖近现代革命题材最佳女演员
- 第22届华鼎奖 - 中国近现代题材电视剧最佳女演员《金水桥边》